# Station Różan
Station Różan is een spoorwegstation in de Poolse plaats Różan.